# Schwobsheim
Schwobsheim is een gemeente in het Franse departement Bas-Rhin in de regio Grand Est. De gemeente telde 325 inwoners op 1 januari 2022.

## Geschiedenis
De gemeente maakte voor 2015 deel uit van het arrondissement Sélestat en kanton Marckolsheim. Op 1 januari van dat jaar fuseerde het arrondissement met het arrondissement Erstein tot het arrondissement Sélestat-Erstein. Toen het kanton op 22 maart 2015 werd opgeheven werd Schwobsheim opgenomen in het kanton Sélestat.

## Geografie
De oppervlakte van Schwobsheim bedraagt 2,58 vierkante kilometer; Op 1 januari 2022 was de bevolkingsdichtheid 126 inwoners per km².
De onderstaande kaart toont de ligging van Schwobsheim met de belangrijkste infrastructuur en aangrenzende gemeenten.

## Demografie
Onderstaande figuur toont het verloop van het inwonertal.
Artolsheim · Baldenheim · Bindernheim · Bœsenbiesen · Bootzheim · Châtenois · Dieffenthal · Ebersheim · Ebersmunster · Elsenheim · Heidolsheim · Hessenheim · Hilsenheim · Kintzheim · Mackenheim · Marckolsheim · Mussig · Muttersholtz · Ohnenheim · Orschwiller · Richtolsheim · Saasenheim · Scherwiller · Schœnau · Sélestat · Schwobsheim · Sundhouse · La Vancelle · Wittisheim